# Geolibertarianismo
Geolibertarianismo é uma ideologia econômica e política que integra libertarianismo com o georgismo.

## Visão geral
Os geolibertários afirmam que o espaço geográfico e os recursos naturais brutos—quaisquer ativos que se qualifiquem como terra por definição econômica—são bens rivais a serem considerados propriedade comum, ou mais precisamente sem dono, dos quais todos os indivíduos compartilham o mesmo direito humano de acesso, e não a riqueza de capital, a ser privatizada total e absolutamente. Portanto, os proprietários de terras devem pagar uma compensação de acordo com o valor de renda definido pelo livre mercado, na ausência de quaisquer melhorias, à comunidade pelo direito civil de usufruto (isto é, posse exclusiva legalmente reconhecida com restrições ao abuso de propriedade) ou de outra maneira titularidade integral sem tais restrições. Idealmente, a tributação de um local seria administrada somente após ter sido determinado que a renda econômica capturada de forma privada da terra excede a parcela igual do valor total da terra do titular na jurisdição. Nesta proposta, a renda é cobrada não pela mera ocupação ou uso da terra, uma vez que nem a comunidade nem o estado possuem legitimamente os bens comuns, mas sim como uma indenização objetivamente avaliada devido ao direito legal de excluir outros daquela terra.
Geolibertários também se associam a propostas de "reforma fiscal verde" (green tax shift), apoiam os impostos pigouvianos sobre a poluição e os impostos sobre exploração de recursos naturais para regular o esgotamento dos recursos naturais e taxas compensatórias com efeitos ambientais positivos auxiliares nas atividades que impactam negativamente o valor da terra.
Eles assumem a posição libertária padrão de que cada indivíduo tem naturalmente direito aos frutos de seu trabalho como propriedade privada exclusiva, em oposição a bens produzidos sendo possuídos coletivamente pela sociedade ou pelo governo agindo para representar a sociedade, e que o "trabalho, salários e os produtos do trabalho" de uma pessoa não devem ser tributados; junto com não-georgistas no movimento libertário, eles também defendem a lei de igual liberdade, apoiando "liberdades civis plenas, sem crimes a menos que haja vítimas que foram invadidas."
Os geolibertários são geralmente influenciados pelo movimento georgista de imposto único do final do século XIX e início do século XX, mas as ideias por trás disso são anteriores a Henry George e podem ser encontradas em diferentes formas nos escritos políticos de John Locke, o socialismo agrário inicial dos Verdadeiros Niveladores ou Escavadores ingleses como Gerrard Winstanley, os fisiocratas franceses (especialmente Quesnay e Turgot), os economistas clássicos britânicos Adam Smith e David Ricardo, os economistas liberais franceses Jean-Baptiste Say e Frédéric Bastiat, os escritores revolucionários americanos Thomas Jefferson e Thomas Paine, o reformador rural inglês Thomas Spence, os anarquistas individualistas americanos Lysander Spooner e Benjamin Tucker, bem como os filósofos liberais clássicos britânicos John Stuart Mill e Herbert Spencer.[ligação inativa] Geolibertários proeminentes desde George incluíram os críticos sociais da Velha Direita americana Albert Jay Nock e Frank Chodorov. Outros libertários que expressaram apoio ao imposto sobre o valor da terra como uma reforma incremental incluem Milton Friedman, Karl Hess, John Hospers e o co-fundador do Partido Libertário dos Estados Unidos, David Nolan.

## Direitos de propriedade

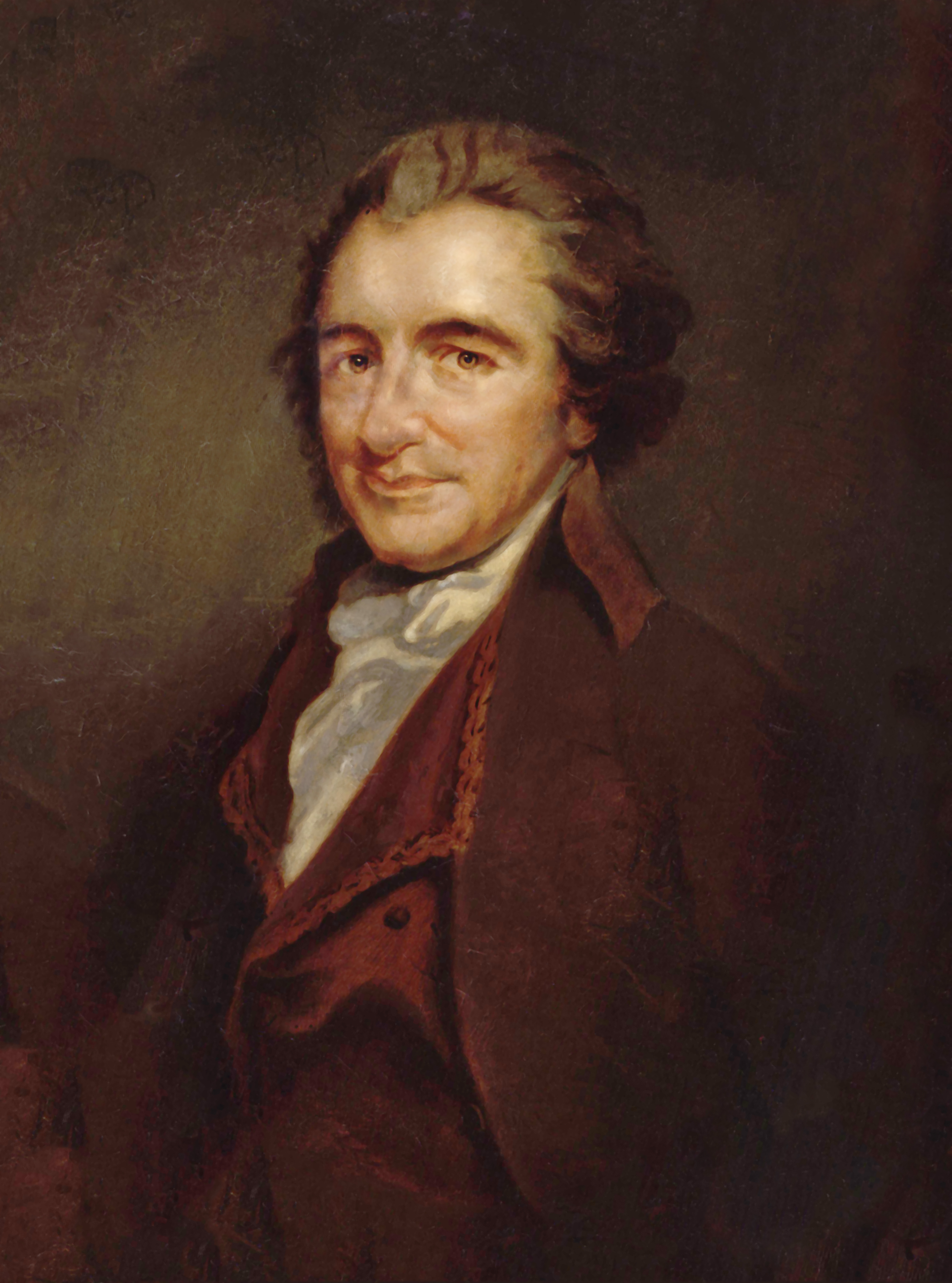
Thomas Paine inspirou o dividendo do cidadão e afirmou: "Cada proprietário deve à comunidade uma renda fundiária pela terra que possui"

Em continuidade à tradição liberal clássica, os geolibertários afirmam que a terra é um fator de produção independente, que é uma herança comum de toda a humanidade e que a justiça da propriedade privada deriva do direito do indivíduo aos frutos de seu trabalho (princípio de autopropriedade). Visto que a terra, por definição econômica, não é produto do trabalho humano, sua propriedade não pode ser justificada apelando por direitos humanos naturais. Geolibertários reconhecem o direito civil individual para assegurar a posse exclusiva da terra (regime fundiário) apenas na condição de que, se a terra tem acumulado renda econômica, o seu valor integral de renda seja pago à comunidade carente da igualdade de acesso. Este sistema de tributação não distorcionário, argumenta-se, tem os efeitos de devolver o valor que pertence a todos os membros da sociedade e encorajar os proprietários de terras a usarem apenas a quantidade de terra de que precisam, deixando terras desnecessárias para outros ocuparem, usarem e desenvolverem.
Um sumário sucinto da filosofia geolibertária é apresentado pela afirmação de Thomas Paine em seu panfleto Justiça Agrária de 1797: “Os homens não fizeram a terra. É o valor dos incrementos apenas, e não a própria terra, que é propriedade individual. Cada proprietário deve à comunidade uma renda fundiária pelo terreno que possui”. Por outro lado, John Locke escreveu que a propriedade privada da terra deveria ser elogiada, contanto que seu produto não fosse deixado para desperdício e houvesse "o suficiente, e tão bom quanto disponível em comum para outros". Quando esta condição lockeana é violada, o terreno ganha valor de renda. Alguns geolibertários argumentam que "suficiente, e tão bom quanto disponível" é uma impossibilidade prática em um cenário de cidade porque a localização é fundamental. Isso implica que, em qualquer ambiente social urbano, a condição lockeana exige a coleta e distribuição igualitária da renda de terra. Geolibertários contestam a interpretação meramente recebida do princípio do homestead de Locke, se tomado isolado, delineado em seu Dois Tratados sobre o Governo, que diz respeito à justiça da aquisição inicial de propriedade na terra, optando por uma visão aparentemente mais compatível com a cláusula que considera Locke estar descrevendo o processo pelo qual a propriedade é criada a partir da terra por meio da aplicação de trabalho; assim, nesse debate, leva-se em conta a interpretação libertária de Robert Nozick, que utiliza a condição lockeana, para o qual a apropriação original privada não é necessariamente injusta, mas justificada na maioria das vezes, à medida em que ela eleva a condição dos não-apropriadores; desde que não haja meramente posse, segundo David Schmidtz, o resultado do controle de recursos seria de soma positiva, pois ainda que com a apropriação original haja diminuição do estoque por uso de terra, ocorre no comércio a transferência dos produtos, aumento dos estoques de mercado e distribuição de riqueza, o que para Nozick seria justo.
A definição estrita da propriedade privada como fruto do trabalho de uma pessoa leva os geolibertários a defenderem o livre mercado em bens de capital, bens de consumo e serviços, além da proteção dos direitos dos trabalhadores a seus ganhos integrais. Com essa justificação, segundo Gavin Kerr, os geolibertários protegem a propriedade privada e consideram que ela será muito mais de soma positiva a partir do momento em que haja socialização da renda da terra:
"a apropriação privada do valor de renda desses recursos é uma instituição de soma negativa: os proprietários privados ganham às custas dos fornecedores de mão-de-obra e capital. Os direitos dos cidadãos aos frutos do seu trabalho são, portanto, prejudicados pela apropriação privada do excedente socialmente criado (renda), e a socialização desse excedente é, portanto, essencial para a proteção efetiva desses direitos. Em outras palavras, a liberdade de mercado ... é garantida tanto pela socialização da renda quanto pela proteção dos direitos de propriedade privada."

## Propostas de política
Os geolibertários geralmente apoiam a redistribuição da renda de terra dos proprietários privados para todos os membros da comunidade por meio de um imposto sobre o valor da terra proposto por Henry George e outros antes dele.
Os geolibertários desejam ver a receita da captura do valor da terra cobrir apenas os custos administrativos necessários e financiar apenas os serviços públicos que são essenciais para um corpo de governo garantir e fazer cumprir os direitos à vida, liberdade e propriedade—proteções cívicas que aumentam a renda de terra agregada dentro do jurisdição e, assim, servir para se financiarem—o excedente sendo igualmente distribuído como um dividendo incondicional para cada cidadão. Assim, o valor da terra é devolvido aos residentes que o produzem, mas que por necessidade prática e privilégio legal foram privados de acesso igual, enquanto os pobres e desfavorecidos se beneficiam de uma rede de seguridade social confiável, livre de burocracia ou verificação de recursos intrusivos. Também é afirmado que o raciocínio por trás da taxação dos valores das terras também justifica um imposto sobre a poluição complementar por degradar o valor compartilhado dos bens naturais. O carácter comum e inelástico do espectro das ondas radioelétricas (que também se enquadra sob "terra" como categoria econômica) é entendido para justificar a tributação do seu uso exclusivo.
O economista e filósofo político americano Fred Foldvary cunhou em 1981 o termo geolibertarianismo em um artigo assim intitulado publicado na Land&Liberty. No caso do geoanarquismo, a forma mais radicalmente descentralizada e escrupulosamente voluntarista de geolibertarianismo, Foldvary teoriza que as rendas de terra seriam cobradas por agências privadas e as pessoas teriam a oportunidade de se separar das geocomunidades associadas—optando assim por sair de seus serviços legais e de proteção—se desejado.